# Haematomyxa
Haematomyxa es un género de hongos de la clase Ascomycota phylum. Se desconoce la relación de este taxón con otros taxones de la clase (incertae sedis).